# Sergio Angulo
Sergio „Checho” Angulo Bolaños (ur. 14 września 1960 w Ibagué) – kolumbijski piłkarz pochodzenia panamskiego występujący na pozycji napastnika, trener piłkarski, od 2023 roku prowadzi Deportivo Cali (kobiety).
Profesjonalnymi piłkarzami są również jego syn Mario Angulo oraz zięć Johan Wallens.

## Kariera klubowa
Angulo jest synem Panamczyka i Kolumbijki. Przyszedł na świat w mieście Ibagué, gdzie jego ojciec – pochodzący z La Villa de Los Santos szef kuchni – znalazł zatrudnienie w hotelu Lusitania. Rodzina szybko przeniosła się jednak do Cali, gdzie Angulo rozpoczynał grę w piłkę w osiedlowej drużynie o nazwie Sport Boys. W wieku trzynastu lat dołączył do akademii juniorskiej słynnego Deportivo Cali. Równocześnie do treningów pracował jako chłopiec do podawania piłek podczas meczów Deportivo i dorabiał czyszcząc samochody pod stadionem. W grupach juniorskich Deportivo jego talent odkrył trener Mario Desiderio, zaś do pierwszej drużyny został włączony jako osiemnastolatek przez Eduardo Lujána Manerę. W Campeonato Colombiano zadebiutował 19 kwietnia 1979, zaś pierwszego gola strzelił w meczu z Millonarios.
Przez pierwsze trzy lata młody Angulo pozostawał wyłącznie rezerwowym napastnikiem Deportivo. W tej roli wywalczył z nim wicemistrzostwo Kolumbii (1980) i dotarł do finału Pucharu Kolumbii (1981). Wobec niewielkich szans na regularną grę odszedł na roczne wypożyczenie do niżej notowanego Cúcuta Deportivo. Dopiero udanym pobycie w Cúcuta i powrocie do Deportivo został kluczowym zawodnikiem i czołowym strzelcem zespołu – w czterech kolejnych sezonach strzelił trzynaście, sześć, siedem i szesnaście goli. Był opisywany jako utalentowany, szybki i silny napastnik, dysponujący świetnym wykończeniem, instynktem strzeleckim, dobrze ustawiający się na boisku i grający w powietrzu. Często cofał się do linii pomocy, gdzie pomagał w rozpoczynaniu akcji swojej drużyny.
Angulo współtworzył w Deportivo siłę ofensywną zespołu z Carlosem Valderramą, Bernardo Redínem i Carlosem Estradą, jednak jego ekipa mimo efektywnego stylu gry i posiadania wysokiej jakości graczy nie zdołała zdobyć żadnego trofeum, a jedynymi sukcesami okazały się dwa z rzędu tytuły wicemistrza Kolumbii (1985, 1986). Ogółem barwy Deportivo zawodnik reprezentował przez siedem lat – znajduje się w czołówce klubowej klasyfikacji strzelców i jest uznawany za jednego z najbardziej zasłużonych piłkarzy w dziejach klubu. Następnie odszedł do stołecznego Independiente Santa Fe, gdzie w sezonie 1988 został królem strzelców ligi kolumbijskiej z 29 golami na koncie. W tamtym roku był również najskuteczniejszym piłkarzem w całej Ameryce Południowej. Jego świetna forma zaowocowała ofertą z Grecji, jednak przenosiny nie doszły ostatecznie do skutku.
W 1989 roku Angulo został zawodnikiem krajowego potentata – ekipy América Cali. W sezonie 1990 wywalczył z drużyną prowadzoną przez Gabriela Ochoę Uribę jedyne w swojej karierze mistrzostwo Kolumbii. Sam kontynuował świetną strzelecką passę – właśnie jego gol z rzutu karnego w spotkaniu z Santa Fe (1:0) dał Américe tytuł mistrzowski. Jako jedna z gwiazd ligi kolumbijskiej spędził w Américe trzy i pół roku, wzbudzając zainteresowanie klubów z Hiszpanii. Odszedł z drużyny bezpośrednio po przyjściu trenera Francisco Maturany. Karierę kontynuował w przeciętnych ligowych drużynach – kolejno były to Deportes Quindío, Deportivo Pereira, Cúcuta Deportivo i Deportivo Tuluá. Następnie występował w drugoligowych Independiente Popayán i Deportivo Pasto, gdzie mimo zaawansowanego wieku imponował bramkostrzelnością oraz świetną formą. Jako zawodnik Pasto – absolutnego beniaminka drugiej ligi – w meczu z River Plate Buga (3:3) strzelił pierwszego gola w profesjonalnej historii klubu. Jego 24 gole strzelone dla Pasto w jednym sezonie również pozostają klubowym rekordem.
W sierpniu 1997 doświadczony Angulo powrócił do pierwszej ligi, podpisując umowę z absolutnym beniaminkiem rozgrywek Deportivo Unicosta. Drużynę Unicosty tworzyli wówczas w większości doświadczeni, starsi wiekiem wieloletni zawodnicy ligowi. Po pół roku odszedł do nowo powstałego, drugoligowego Univalle Cali, gdzie w wieku 38 lat zakończył profesjonalną karierę. Łącznie w swojej karierze strzelił ponad 200 goli, będąc czołowym kolumbijskim napastnikiem drugiej połowy lat 80. i początku lat 90.

## Kariera reprezentacyjna
W styczniu 1979 Angulo znalazł się w składzie reprezentacji Kolumbii U-20 na Mistrzostwa Ameryki Południowej U-20. Na paragwajskich boiskach rozegrał trzy spotkania bez zdobyczy bramkowej. Jego kadra, mająca wówczas w składzie m.in. Carlosa Valderramę i Víctora Lunę, odpadła z turnieju w pierwszej rundzie, nie kwalifikując się na Młodzieżowe Mistrzostwa Świata w Japonii. W czerwcu 1981 został natomiast powołany przez Eduardo Retata na młodzieżowy Turniej w Tulonie, gdzie Kolumbijczycy zajęli szóste miejsce.
W lutym 1984 Angulo jako zawodnik olimpijskiej reprezentacji Kolumbii wziął udział w południowoamerykańskich kwalifikacjach do Igrzysk Olimpijskich w Los Angeles. Tam jako podstawowy piłkarz wystąpił w pełnym wymiarze czasowym w obydwóch meczach, a Kolumbia nie zdołała awansować na igrzyska.
W seniorskiej reprezentacji Kolumbii Angulo zadebiutował za kadencji selekcjonera Gabriela Ochoi Uribe, 3 listopada 1985 w wygranym 2:1 meczu z Paragwajem w ramach nieudanych ostatecznie eliminacji do Mistrzostw Świata w Meksyku. Strzelił wówczas swojego pierwszego i jedynego gola w kadrze narodowej. W czerwcu 1987 został powołany przez Francisco Maturanę na rozgrywany w Argentynie turniej Copa América. Kolumbijska kadra zaprezentowała się wówczas bardzo udanie – odpadła dopiero w półfinale po dogrywce z Chile (1:2) i zajęła trzecie miejsce w rozgrywkach, imponując atrakcyjnym stylem gry. Sam Angulo był jednak rezerwowym dla napastników takich jak Arnoldo Iguarán, Juan Jairo Galeano czy Antony de Ávila i rozegrał tylko jeden z czterech możliwych meczów (jako zmiennik).
W lipcu 1989 Angulo wziął udział w kolejnych rozgrywkach Copa América. Tym razem był jednym z ważniejszych graczy drużyny narodowej, występując we wszystkich czterech spotkaniach (z czego w dwóch w wyjściowym składzie). Nie zdołał jednak wpisać się na listę strzelców, a podopieczni Maturany zanotowali na brazylijskim turnieju słabszy występ niż przed dwoma laty – odpadli już w pierwszej rundzie grupowej. Ogółem swój bilans reprezentacyjny Angulo zamknął na trzynastu meczach.

## Kariera trenerska
Bezpośrednio po zakończeniu kariery Angulo rozpoczął pracę jako trener w akademii juniorskiej swojego macierzystego Deportivo Cali (1999–2000). Najpierw przez dwa miesiące prowadził drużynę dwunastolatków, a następnie awansował do roli opiekuna zespołu do lat czternastu oraz asystenta Ivána Arroyo w trzecioligowych rezerwach. W latach 2000–2001 był asystentem szkoleniowca Diego Umañi (swojego byłego kolegi klubowego z Deportivo) w ekipie Millonarios FC. Dotarł z nią do finału międzynarodowych rozgrywek Copa Merconorte (2000). W latach 2001–2006 ponownie pracował w Deportivo Cali – kolejno jako szkoleniowiec drugoligowej drużyny filialnej Expreso Palmira FC (2001), asystent trenera Oscara Héctora Quintabaniego (2002–2003), opiekun trzecioligowych rezerw (2003), dyrektor akademii juniorskiej wspólnie z Ricardo Martínezem (2004–2005) oraz asystent trenera Pedro Sarmiento (2005–2006). W roli asystenta Sarmiento zdobył z Deportivo mistrzostwo Kolumbii (Finalización 2005). Następnie krótko był jeszcze asystentem Ricardo Martíneza w pierwszym zespole (2008).
W styczniu 2011 Angulo został trenerem spadkowicza z ligi kolumbijskiej – ekipy Deportivo Tuluá, przed którą postawiono cel jak najszybszego powrotu na najwyższy szczebel rozgrywek. Prowadził ją przez cztery miesiące z kiepskim skutkiem i został zwolniony w kwietniu, zostawiając zespół na czternastym miejscu w tabeli. W styczniu 2012 objął panamskiego potentata Tauro FC. W wiosennych rozgrywkach Clausura 2012 doprowadził go do mistrzostwa Panamy, choć jego ekipa nie zdominowała wówczas wyraźnie rozgrywek ligowych (czwarte miejsce w regularnym sezonie) i tytuł zdobyła głównie dzięki udanej fazie play-off. Bezpośrednio po tym sukcesie odszedł jednak z Tauro wskutek różnicy zdań z zarządem klubu, który nakazał mu zmianę trenera przygotowania fizycznego w swoim sztabie szkoleniowym. Następnie powrócił do swojego Deportivo Cali, gdzie w latach 2014–2018 prowadził w akademii juniorskiej drużyny do lat siedemnastu i dwudziestu oraz był trenerem napastników w pierwszym zespole. W październiku 2017 po odejściu szkoleniowca Héctora Cárdenasa został tymczasowym trenerem pierwszej drużyny i do końca sezonu poprowadził ją w pięciu meczach.
W marcu 2018 Angulo powrócił do Tauro FC, tym razem zastępując na stanowisku Rolando Palmę. Od razu poprawił wyniki znajdującej się w kryzysie drużyny i w sezonie Clausura 2018 zdobył z nią wicemistrzostwo Panamy. Zaraz potem zrezygnował z pracy w Tauro ze względu na brak oczekiwanych wzmocnień kadrowych i kiepską sytuację finansową klubu. We wrześniu 2018 objął inną czołową panamską ekipę – San Francisco FC, którą z dobrymi rezultatami prowadził do końca roku. Nie porozumiał się jednak z zarządem w kwestii nowej umowy, po czym powrócił do akademii juniorskiej Deportivo Cali.